# Le Circuit Macauley
Le Circuit Macauley (titre original : The Macauley Circuit) est une nouvelle de science-fiction de Robert Silverberg.
La nouvelle a pour thématique la création artistique par des ordinateurs ou des robots, et par la peur que « l'élève (l'ordinateur) dépasse le maître (l'humain) ». Lors de sa rédaction, l'auteur fait état de technologies fictives qui sont depuis lors devenues réalité (synthétiseur électronique, musique assistée par ordinateur, etc).

## Publications

### Première publication aux États-Unis
La nouvelle est parue aux États-Unis en octobre 1956 sous le titre The Macauley Circuit dans Fantastic Universe. 

### Publications dans le monde
Entre 1956 et 2012, si l'on ne prend en compte que les États-Unis, le Royaume-Uni et la France, la nouvelle a été publiée à 18 reprises dans des recueils de nouvelles de Silverberg ou des anthologies regroupant des nouvelles d'auteurs différents.

### Publications en France
Au total, la nouvelle a été publiée en France à cinq reprises entre 1973 et 2004.
Elle a d'abord été publiée en langue française en 1973 dans l'anthologie Des hommes et des machines avec une traduction de Léon Thoorens, puis en 1979 avec une traduction de Didier Pémerlé dans l'anthologie Le Livre d'or de la science-fiction : Robert Silverberg et 1988 dans le recueil Voir l'invisible qui est une reprise sous un autre titre du Livre d'or de la science-fiction.
Elle a fait ensuite l'objet d'une nouvelle traduction et d'une nouvelle publication en 2002, aux éditions Flammarion, dans le recueil Le Chemin de la nuit (grand format), avec une traduction d'Hélène Collon ; une nouvelle édition en format poche est intervenue en 2004 avec la même traduction. Elle est donc l'une des 124 meilleures nouvelles de Silverberg sélectionnées pour l'ensemble de recueils Nouvelles au fil du temps, dont Le Chemin de la nuit est le premier tome.

### Publication en Italie
La nouvelle a été publiée en 2017 en Italie sous le titre Il circuito Macauley.

## Résumé
La science et les techniques, en progressant, ont permis de retravailler les grandes œuvres de la musique classique. Désormais, ces grandes œuvres ont été améliorées par des synthétiseurs : lors de l'audition, l'auditeur y gagne en sonorité, en intensité, en plaisir.
Ce travail d'amélioration des grands morceaux classiques a été le grand travail de la vie du narrateur, dont l'identité n'est pas précisée. Ce narrateur veut prouver à un vieil homme, jadis grand compositeur et grand pianiste, que les synthétiseurs ne sont pas mauvais et permettent d'accéder à un plaisir d'écoute inégalé pour l'auditeur, mais aussi un plaisir de travail extraordinaire pour l'artiste qui « revisite » le répertoire classique.
Il contacte ce vieil homme, Gregor Kolfmann, et lui démontre que la haine que celui-ci entretient à l'encontre des développements techniques n'est pas fondée. Finalement, il convainc peu à peu Kolfmann, qui décide de s'intéresser aux nouvelles techniques.
Quelque temps après, Kolfmann revient voir le narrateur. Il a utilisé les synthétiseurs, dont il a assimilé la technique en un temps record, et a amélioré diverses œuvres de Bach et Mozart.
Entendant les « reprises » de Kolfmann, le narrateur est stupéfait : c'est un travail extraordinaire qu'a accompli le vieil homme ! C'est non seulement un succès pour Kolfmann mais aussi pour le narrateur : il a gagné le combat…
Mais la fin de la nouvelle laisse entendre que le narrateur a peur d'une chose de terrible, et que sa victoire est peut-être de courte durée. Macauley a en effet découvert comment faire pour que les ordinateurs et robots puissent améliorer des œuvres qui n'existent pas. Concrètement, Macauley a découvert comment ces prétendues intelligences artificielles peuvent créer des morceaux de musique ex nihilo : et si elles créaient de nouvelles œuvres, encore plus belles que les œuvres humaines ? Et si les machines devenaient artistes, dépassant en cela les hommes ?